# فاطمة الزهراء برصات
برصات فاطمة الزهراء (برلمانية مغربية)
تم انتخابها كعضو في القائمة الوطنية خلال الانتخابات التشريعية المغربية لعام 2016 عن حزب التقدم والاشتراكية. وهي عضة الفريق البرلماني للحزب، وعضو نشط في لجنة العدل والتشريع وحقوق الإنسان.
رغم كونها غير مشهورة، لكنها اكتسبت شهرتها بسبب مراسلة لها لوزير التربية الوطنية المغربي أمزازي تطالبه فيه بمعاقبة أستاذ مرحلة ابتدائية بدعوى اعتدائه على تلميذة صغيرة وتعنيفها ليتبين بعد يوم واحد عدم مسؤولية الأستاذ عما حدث لتلميذته، وما جر على البرلمانية سخطا شعبيا كبيرا خاصة من هيئة الأساتذة بالمغرب، الذين طالبوا بمعاقبتها ومتابعتها بسبب التشهير، الأمر الذي نتج عنه مساس بصورة حزب التقدم والاشتراكية بالمغرب.
1. ↑  "La liste officielle des 395 députés élus le 7 octobre 2016". Medias24 (بfr-fr). Archived from the original on 2019-08-08. Retrieved 2018-03-07.{{استشهاد ويب}}:  صيانة الاستشهاد: لغة غير مدعومة (link)
2. ↑  "Annuaire des parlementaires". Chambre des représentants (بالفرنسية). 2018. Archived from the original on 2020-01-14. Retrieved 2018-03-07.

https://www.chouftv.ma/press/202673.html